# Welfarismus
Im allgemeinsten Sinne ist der Welfarismus eine Theorie darüber, was Wert hat oder worauf es ankommt. Er kann als die Ansicht definiert werden, dass Wohlbefinden das Einzige ist, das intrinsischen Wert hat. Manche Welfaristen sind der Ansicht, dass dieser Wert nur durch die individuellen Grade des Wohlbefindens jeder Entität bestimmt wird. Eine andere gängige These ist, dass auch weitere Faktoren in Bezug auf das Wohlbefinden eine Rolle spielen, wie z. B. ob das Wohlbefinden unter den fühlenden Wesen gleichmäßig verteilt ist. Einige Autoren verstehen den Welfarismus in einem spezifischeren Sinne: nicht nur als Werttheorie, sondern auch als Moraltheorie. Nach dieser Auffassung wird das, was man tun soll, letztendlich durch das Wohlbefinden bestimmt. In diesem Sinne wird der Welfarismus oft als eine Art Konsequentialismus verstanden.
Für verschiedene Diskussionen und Argumente zum Welfarismus ist es wichtig, wie die Natur des Wohlbefindens verstanden wird. Wohlbefinden bezieht sich auf das, was für jemanden gut ist oder was ein Leben lebenswert macht. Hedonisten behaupten, dass alle und nur Erfahrungen von Lust und Schmerz das Wohlbefinden eines Menschen ausmachen. Eine andere Auffassung charakterisiert das Wohlbefinden stattdessen in Bezug auf die Erfüllung von Begierden. Bei objektive Listentheorien werden zusätzlich objektive oder geistunabhängige Faktoren als Bestandteile des Wohlbefindens berücksichtigt.
In der wissenschaftlichen Literatur finden sich vielfältige Argumente für und gegen den Welfarismus. Argumente dafür konzentrieren sich oft auf allgemeine Intuitionen über die Bedeutung des Wohlbefindens für die meisten Werturteile. Die Kritiker des Welfarismus setzen den Schwerpunkt häufig auf spezifische Gegenbeispiele, bei denen diese allgemeinen Intuitionen zu versagen scheinen. Dazu gehören Fälle von boshafter Lust sowie der Wert von Schönheit und Kunst.

## Als Werttheorie
Als Werttheorie verstanden, befasst sich der Welfarismus mit der Frage, welche Dinge Wert haben. Er versucht, einen allgemeinen Rahmen für die Beantwortung von Fragen zu bieten, wie der, ob eine bestimmte Sache gut ist oder welche von zwei Alternativen besser ist. Ausgedrückt in Bezug auf mögliche Welten besagt er, dass „der relative Wert möglicher Welten vollständig dadurch bestimmt wird, wie es den Individuen geht“. Als Funktion ausgedrückt, ist der Welfarismus die These, dass „die relative Gutheit alternativer Sachverhalte ausschließlich auf den jeweiligen Sammlungen des individuellen Nutzens dieser Sachverhalte beruht und als steigende Funktion von ihnen zu betrachten ist“. Der fragliche Wert wird in der Regel als eine bestimmte Art von Wert verstanden: als intrinsischer Wert oder das, was an sich gut ist. Dem steht der extrinsische Wert gegenüber, der zu Dingen gehört, die als Mittel für etwas anderes nützlich sind. In diesem Sinne vertritt der Welfarismus die Ansicht, dass das Wohlbefinden das Einzige ist, was einen intrinsischen Wert hat. Dies bedeutet, dass der Wert von Konsequenzen letztlich nur von den Vorteilen jedes einzelnen Betroffenen abhängt. Wenn zwei beliebige Konsequenzen in Bezug auf das Wohlbefinden identisch sind, dann haben sie also den gleichen Wert. Dies ist unabhängig davon der Fall, wie sehr sie sich ansonsten unterscheiden. Das fragliche Wohlbefinden wird in der Regel im weitesten Sinne verstanden, d. h. als das Wohlbefinden nicht nur von Menschen, sondern von allen fühlenden Wesen.
Innerhalb des Welfarismus gibt es Meinungsverschiedenheiten darüber, wie genau das Wohlbefinden den Wert bestimmt. Einige Theoretiker gehen davon aus, dass der Wert einer möglichen Welt nur von den individuellen Graden des Wohlbefindens der verschiedenen Entitäten in ihr abhängt. Utilitaristen zum Beispiel konzentrieren sich auf die Gesamtsumme des Wohlbefindens aller und halten eine Handlung für richtig, wenn sie diese Gesamtsumme maximiert. Laut einer anderen Herangehensweise werden auch zusätzliche Faktoren berücksichtigt, die mit dem Wohlbefinden zusammenhängen. Zu diesen Faktoren kann gehören, ob das Wohlbefinden gleichmäßig auf die Entitäten verteilt ist und inwieweit die Entitäten den Grad an Wohlbefinden verdienen, den sie haben.
Eine der am wenigsten umstrittenen Formen des Welfarismus besagt, dass ein Zustand besser als ein anderer Zustand ist, wenn er für alle Beteiligten besser ist, d. h. wenn das Wohlbefinden aller im ersten Zustand höher ist. Dieses Prinzip schweigt jedoch bezüglich Fällen, in denen das Wohlbefinden einiger erhöht wird, während es für andere verringert wird. Eine andere Position besagt, dass es am wichtigsten ist, das Wohlbefinden derjenigen zu erhöhen, denen es im Allgemeinen schlechter geht. Diese Idee lässt sich z. B. so erfassen, dass das Wohlbefinden aller berücksichtigt wird, aber dem Wohlbefinden derjenigen, denen es schlechter geht, mehr Gewicht einräumt. Ein Argument gegen diese Art von Ansatz ist, dass er von der ursprünglichen Intuition abweicht, die dem Welfarismus zugrunde liegt: dass Wohlbefinden das Einzige ist, was intrinsisch wertvoll ist. Aber Gleichheit ist eine Beziehung zwischen Entitäten und intrinsisch für keine von ihnen. Eine wichtige Anforderung, die normalerweise mit welfaristischen Theorien verbunden ist, besteht darin, dass sie neutral im Bezug auf Personen sein sollten. Gemäß diesem Prinzip kommt es nicht darauf an, wem das Wohlbefinden gehört, sondern nur, dass es insgesamt höher oder besser verteilt ist.
Der Welfarismus als Werttheorie kann als eine theoretische Verpflichtung des Utilitarismus zusammen mit dem Konsequentialismus interpretiert werden.  Der Konsequentialismus ist die Theorie, dass nur Handlungen, die zum bestmöglichen Gesamtzustand führen, moralisch geboten oder zulässig sind. Der Konsequentialismus selbst lässt offen, wie zu bewerten ist, welcher von zwei möglichen Zuständen besser ist. Dieses Thema wird jedoch vom Welfarismus aufgegriffen. Zusammengenommen bilden sie den Utilitarismus, d. h. die Ansicht, dass man so handeln sollte, dass „die größtmögliche Menge an Gutem für die größtmögliche Zahl“ entsteht.

## Als Moraltheorie
Einige Autoren sehen im Welfarismus die ethische These, dass die Moral im Wesentlichen vom Wohlbefinden des Einzelnen abhängt. In diesem Sinne wird der Welfarismus in der Regel als eine Form des Konsequentialismus angesehen, der besagt, dass Handlungen, politische Maßnahmen oder Regeln auf der Grundlage ihrer Konsequenzen bewertet werden sollten. Manchmal wird er aber auch in einem allgemeineren Sinne definiert, der aus drei Thesen besteht: dass es individuelles Wohlbefinden gibt, dass es moralische Bedeutung hat und dass nichts anderes moralische Bedeutung hat.
Vielen ethische Theorien nehmen an, dass das Wohlbefinden eine wichtige Rolle dafür spielt, wie man handeln sollte. Wenn der Handelnde beispielsweise erfährt, dass eine Alternative in Bezug auf das Wohlbefinden besser ist als eine andere, hat er normalerweise einen Grund, die erste Alternative der zweiten vorzuziehen. Der Welfarismus in seinem ethischen Sinn geht jedoch über diese allgemein akzeptierte Ansicht hinaus, indem er behauptet, dass letztlich nur das Wohlbefinden zählt in Bezug darauf, was man tun soll. Dies betrifft nicht nur die Frage, was das Beste ist, sondern auch die Frage, was in der Macht des Handelnden liegt, d. h. welche Handlungsmöglichkeiten ihm offen stehen.

## Natur des Wohlbefindens
Im Mittelpunkt vieler Diskussionen über den Welfarismus steht die Frage nach der Natur des Wohlbefindens. Oft hängt es von der Konzeption des Wohlbefindens ab, ob ein bestimmtes Argument für oder gegen den Welfarismus erfolgreich ist. Im allgemeinsten Sinne bezieht sich Wohlbefinden auf das, was für jemanden gut ist oder was ein Leben lebenswert macht. Dies wird in der Regel in Bezug auf eine subjektive Komponente verstanden, d. h. dass Wohlbefinden immer einem Individuum gehört und sich darin ausdrückt, wie sich dieses Individuum fühlt. Wohlbefinden wird üblicherweise als positiver Begriff verstanden. Im allgemeinsten Sinn tritt das Wohlbefinden aber in Graden auf, die auch negativ sein können. Der Begriff „Wohlbefinden“ wird häufig synonym mit anderen Begriffen wie persönliches Wohl, im Interesse des Handelnden liegend, prudentieller Wert, Eudaimonie und Nutzen verwendet. Es besteht allgemein Einigkeit darüber, dass nur fühlende Wesen zum Wohlbefinden fähig sind.
Theorien des Wohlbefindens versuchen, neben den oben genannten allgemeinen Merkmalen eine substanziellere Darstellung dessen zu geben, was das Wohlbefinden ausmacht. Laut dem hedonistischen Ansatz machen alle und nur Erfahrungen von Lust und Schmerz das Wohlbefinden eines Menschen aus. In diesem Zusammenhang werden Lust und Schmerz im weitesten Sinne verstanden, also als alles, was sich gut oder schlecht anfühlt. Die paradigmatischen Fälle sind sinnliche Erlebnisse, wie beispielsweise beim Sex oder bei Verletzungen. Aber auch andere Arten von Erlebnissen, wie die intellektuelle Freude beim Begreifen einer neuen Theorie oder das Durchleben einer existenziellen Krise, gehören dazu.
Ein anderer Ansatz setzt Wohlbefinden mit der Erfüllung von Begierden gleich, also dass man bekommt, was man will. In vielen konkreten Fällen stimmt diese Position mit dem Hedonismus überein, da Begierdeerfüllung und Lust oft Hand in Hand gehen: Das zu bekommen, was man will, ist tendenziell lustvoll, genauso wie es tendenziell unangenehm ist, nicht zu bekommen, was man will. Es gibt jedoch einige Ausnahmen, in denen die beiden Charakterisierungen nicht übereinstimmen. Dies ist beispielsweise der Fall, wenn die Person nicht weiß, dass eine ihre Begierden bereits erfüllt wurde. Ein weiteres Gegenbeispiel sind schlechte Begierden, deren Erfüllung für die Person schreckliche Folgen hätte. Um diese Gegenbeispiele zu vermeiden, konzentrieren sich einige Theorien nicht darauf, was die Person tatsächlich will, sondern darauf, was sie begehren würde, wenn sie gut informiert wäre.
Objektive Listentheorien stehen im Gegensatz zu Hedonismus und Theorien, die auf Begierde basieren. Sie beziehen objektive Faktoren ein, die unabhängig von den mentalen Zuständen der Person sind. Solche Faktoren können Freundschaft, Tugend oder die Vervollkommnung der menschlichen Natur sein.  Einwände gegen objektive Listentheorien konzentrieren sich häufig auf die Plausibilität der Behauptung, dass subjektunabhängige Faktoren das Wohlbefinden einer Person bestimmen können, auch wenn der Person diese Faktoren egal sind. Zum Beispiel ist es fraglich, ob Freunde zu haben das Wohlbefinden von jemandem verbessern würde, dem Freundschaft egal ist.

## Argumente
In der wissenschaftlichen Literatur werden verschiedene Argumente für und gegen den Welfarismus angeführt. Diese Argumente richten sich manchmal speziell auf den Welfarismus selbst. Oft tauchen sie aber auch im Rahmen von Diskussionen über andere Theorien auf, wie beim Utilitarismus oder beim Hedonismus. Dort richten sie sich nur implizit auf den Welfarismus, indem sie die welfaristischen Aspekte dieser Theorien betreffen.

### Dafür
Ein häufig angeführtes Argument für den Welfarismus ist, dass in einer Welt ohne fühlende Wesen nichts gut oder schlecht wäre. Es wäre also egal, ob es in einer solchen Welt sauberes Wasser, globale Erwärmung oder Naturkatastrophen gäbe. Der Grund dafür ist, dass es dem Welfarismus zufolge weder positives noch negatives Wohlbefinden geben würde: Nichts wäre von Bedeutung, weil nichts einen Einfluss auf das Wohlbefinden von irgendjemandem hätte. Ein weiteres Argument ist, dass viele der Dinge, die gemeinhin als wertvoll angesehen werden, sich positiv auf das Wohlbefinden von jemand auswirken. In diesem Sinne sind Gesundheit und wirtschaftlicher Wohlstand wertvoll, weil sie dazu neigen, das allgemeine Wohlbefinden zu steigern. Andererseits neigen viele Dinge, die als schlecht angesehen werden, wie Krankheit oder Unwissenheit, dazu, sich direkt oder indirekt negativ auf das Wohlbefinden auszuwirken. Es gibt auch verschiedene indirekte Argumente für den Welfarismus in Form von Kritik an den theoretischen Konkurrenten des Welfarismus. Mitunter wird behauptet, dass einige von ihnen entweder nicht richtig unterscheiden zwischen dem, was instrumentell wertvoll ist, und dem, was intrinsisch wertvoll ist, oder dass sie nicht alle Konsequenzen berücksichtigen.

### Dagegen
Ein wichtiges Argument gegen den Welfarismus betrifft den Wert der Lust. Unter Welfaristen herrscht weitgehend Einigkeit darüber, dass Lust entweder die einzige oder zumindest eine zentrale Komponente des Wohlbefindens ist. Das Problem besteht darin, dass nicht alle Formen von Lust gleich wertvoll zu sein scheinen. Traditionell konzentriert sich diese Debatte auf den Unterschied zwischen niederen und höheren Freuden. John Stuart Mill vertritt beispielsweise die Auffassung, dass die niederen Freuden des Körpers weniger wertvoll sind als die höheren Freuden des Geistes. Nach dieser Auffassung ist die Lust, die man beim Studieren einer philosophischen Theorie hat, wertvoller als die Lust, die man beim Essen im eigenen Lieblingsrestaurant hat, selbst wenn die Grade dieser beiden Lüste gleich sind. Sollte dies zutreffen, wäre dies ein wichtiger Einwand gegen viele Formen des Welfarismus, da es auf eine Kluft zwischen dem Grad des Wohlbefindens und dem Wert hinweist. In der zeitgenössischen Debatte wurde vorgeschlagen, dass einige Formen der Lust sogar einen negativen Wert haben, zum Beispiel boshafte Lüste wie Schadenfreude. Solche Beispiele stellen den Welfarismus vor noch ernstere Probleme, da die Lust gut für die Person zu sein scheint und somit Wohlbefinden darstellt, während sie gleichzeitig einen negativen Wert hat. Eine Antwort auf diese Art von Gegenbeispiel besteht darin, zu behaupten, dass boshafte Lust einen positiven Wert hat und zu argumentieren, dass das negative Element nicht den Wert des Lusterlebnisses selbst betrifft, sondern den moralischen Wert des Charakters der Person.
Eine andere Art von Einwand konzentriert sich auf den Wert der Schönheit. In diesem Zusammenhang wird behauptet, dass schöne Dinge einen Wert besitzen, der unabhängig vom Wohlbefinden von irgendjemand ist. G. E. Moore vertritt beispielsweise die Ansicht, dass eine Welt besser ist, wenn sie schön ist, als wenn sie hässlich ist, auch wenn sie keine fühlenden Wesen enthält. Aber nicht jeder teilt die Intuition von Moore in Bezug auf dieses Beispiel. In diesem Sinne wurde argumentiert, dass der Wert der Schönheit nicht im schönen Objekt selbst liegt, sondern in der positiven Erfahrung von ihm. Ein ähnliches Argument gegen den Welfarismus stammt von Susan Wolf, die behauptet, dass man den Wert großer Kunstwerke nicht erklären kann, indem man sich nur auf das Wohlbefinden konzentriert, das sie verursachen. Ben Bramble hat dieser Argumentation durch den Hinweis widersprochen, dass große Kunstwerke auf vielfältige Weise Wohlbefinden hervorrufen können. Diese Weisen beschränken sich nicht nur auf die Lust beim Betrachten eines Kunstwerks, sondern beinhalten auch andere Komponenten, wie die Motivation, ähnliche Kunstwerke zu entdecken oder seine Erfahrungen mit Freunden zu teilen.
Ein weiteres Problem ergibt sich beim Vergleich von Alternativen, bei denen das betreffende Wohlbefinden in beiden Alternativen nicht denselben Personen gehört, sondern verschiedenen Personen. Dies ist beispielsweise der Fall, wenn es um die Entscheidung geht, ob es für zukünftige Generationen besser wäre, eine geringe Anzahl von Menschen mit einem jeweils sehr hohem Wohlbefinden zu haben, im Gegensatz zu einer hohen Anzahl von Menschen, die jeweils nur ein moderat positives Wohlbefinden haben. Nach einer Sichtweise zählt nur das Gesamtwohlbefinden. Laut dieser Auffassung wäre es besser, wenn es genügend Menschen mit einem leicht positiven Wohlbefinden gäbe, als wenn es nur wenige Menschen mit einem sehr hohen Wohlbefinden gäbe. Diese Ansicht wird von Derek Parfit zurückgewiesen, der sie als repugnant conclusion (abstoßende Schlussfolgerung) bezeichnet. Eine andere Lösung besagt, dass es nicht auf das gesamte Wohlbefinden ankommt, sondern auf das durchschnittliche Wohlbefinden. Aus dieser Sicht wäre die Alternative, die wenige Menschen mit sehr hohem Wohlbefinden betrifft, vorzuziehen.
Eine andere Argumentationslinie besagt, dass der Welfarismus falsch ist, da es streng genommen kein Wohlbefinden gibt. Der Grundgedanke dieser These ist, dass Wohlbefinden das ist, was für jemanden gut ist. Ausgehend von dieser Definition argumentiert G. E. Moore, dass es kein Wohlbefinden gibt, da sich Gutheit in diesem Sinne nicht auf eine Person beschränken lässt, d. h. es gibt zwar gut oder schlecht in einem absoluten Sinne, aber nicht gut oder schlecht für jemanden.
Eine weitere Kritik beruht auf der allgemeinen Intuition, dass moralisch gute Menschen ein hohes Maß an Wohlbefinden verdienen, moralisch schlechte Menschen jedoch nicht. In diesem Sinne wäre das Wohlbefinden moralisch schlechter Menschen entweder weniger wertvoll oder hätte sogar einen negativen Wert. Immanuel Kant drückt eine ähnliche Idee aus, indem er behauptet, das höchste Gut sei „Tugend und Glückseligkeit zusammen ... in einer Person“. Dieser Punkt wird auch von W. D. Ross hervorgehoben, der der Ansicht ist, dass „Gerechtigkeit“, definiert als Glück im Verhältnis zu Verdienst, intrinsisch wertvoll ist. Einige Welfaristen umgehen in ihren Theorien diese Kritik, indem sie annehmen, dass zwar nur Wohlbefinden wertvoll ist, dass aber das Wohlbefinden moralisch schlechter Menschen weniger Wert hat.
Ein weiterer Einwand beruht auf dem verbreiteten Eindruck, dass es wichtiger ist, das Wohlbefinden derjenigen zu steigern, denen es schlechter geht. Wenn man also mit der Frage konfrontiert wird, ob man das Wohlbefinden einer glücklichen oder einer unglücklichen Person steigern soll, sollte man sich zugunsten der unglücklichen Person entscheiden. Diese Intuition scheint auf der Idee zu beruhen, dass es nicht nur auf ein hohes Gesamtwohlbefinden ankommt, sondern auch auf eine gleichmäßige Verteilung. Eine Möglichkeit, die anfängliche Intuition zu erklären, besteht darin, das Problem nicht in Bezug auf Wohlbefinden zu formulieren, sondern in Bezug auf Ressourcen. In diesem Sinne wäre es besser, einer armen Person hundert Euro zu geben, als sie einer reichen Person zu geben. Dies entkräftet das ursprüngliche Bedenken, da die gleiche Menge an Ressourcen für die arme Person mehr bedeutet und somit eine größere Auswirkung auf ihr Wohlbefinden hat.